# Miss Kansas USA

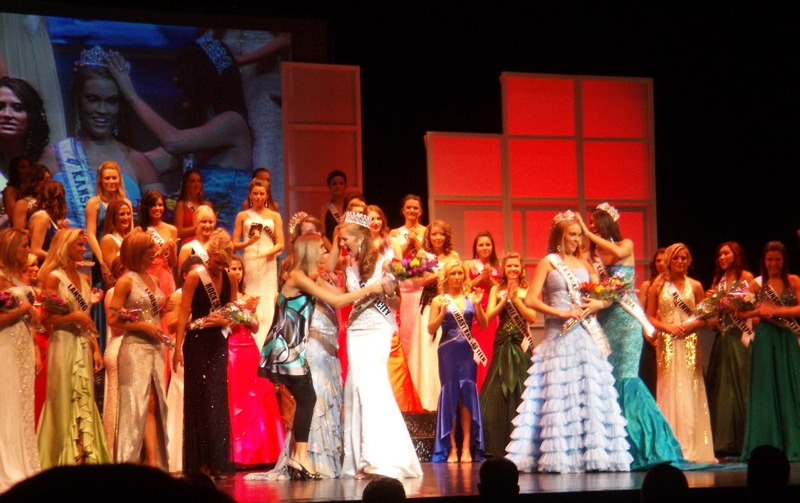
En la conclusión del Miss Kansas USA y Miss Kansas Teen USA 2008 celebrado en Lawrence, Kansas en diciembre de 2007, Michelle Gillespie es coronada por Cara Gorges (izquierda)

Miss Kansas USA es el certamen que selecciona a la representante del estado de Kansas en el certamen de Miss USA. El certamen está dirigido por Vanbros and Associates, con sede en Lenexa, Kansas. En 1992, el estado se unió al grupo Vanbros, bajo la dirección de Miss Kansas 1998 Jennifer Vannatta-Fisher.
Kansas clasificó por primera vez en el Miss USA en 1973, el tercero del último estado en clasificar. Desde ese entonces, ninguna delegada de Kansas había clasificado hasta 1991, cuando Kelli McCarty ganó la corona. Con la ganada de McCarty, de Wichita, Kansas, hizo que el estado fuera el único en tener ambas coronas de Miss USA y Miss Teen USA. En 1992 el estado se unió al grupo Vanbros, por lo que ayudó a que el estado clasificara en los años 1990 y años 2000. Lo que incluye dos primeras finalistas, una segunda finalista, una tercera finalista y una cuarta finalista, entre otras. 
Tres ex Miss Kansas Teen USAs también ganaron el título de Miss, y también dos Miss Missouri USAs (Misuri también es un estado de Vanbros group).
Elyse Noe, nativa de Duluth, Minnesota, residente en Lawrence y graduada de la Universidad de Kansas, fue coronada como Miss Kansas USA 2022 el 8 de mayo de 2022 en B&B Live and Music Theatre en Shawnee. Representó a Kansas en Miss USA 2022, donde se ubicó en el Top 12 de semifinalistas.

## Galería de ganadoras

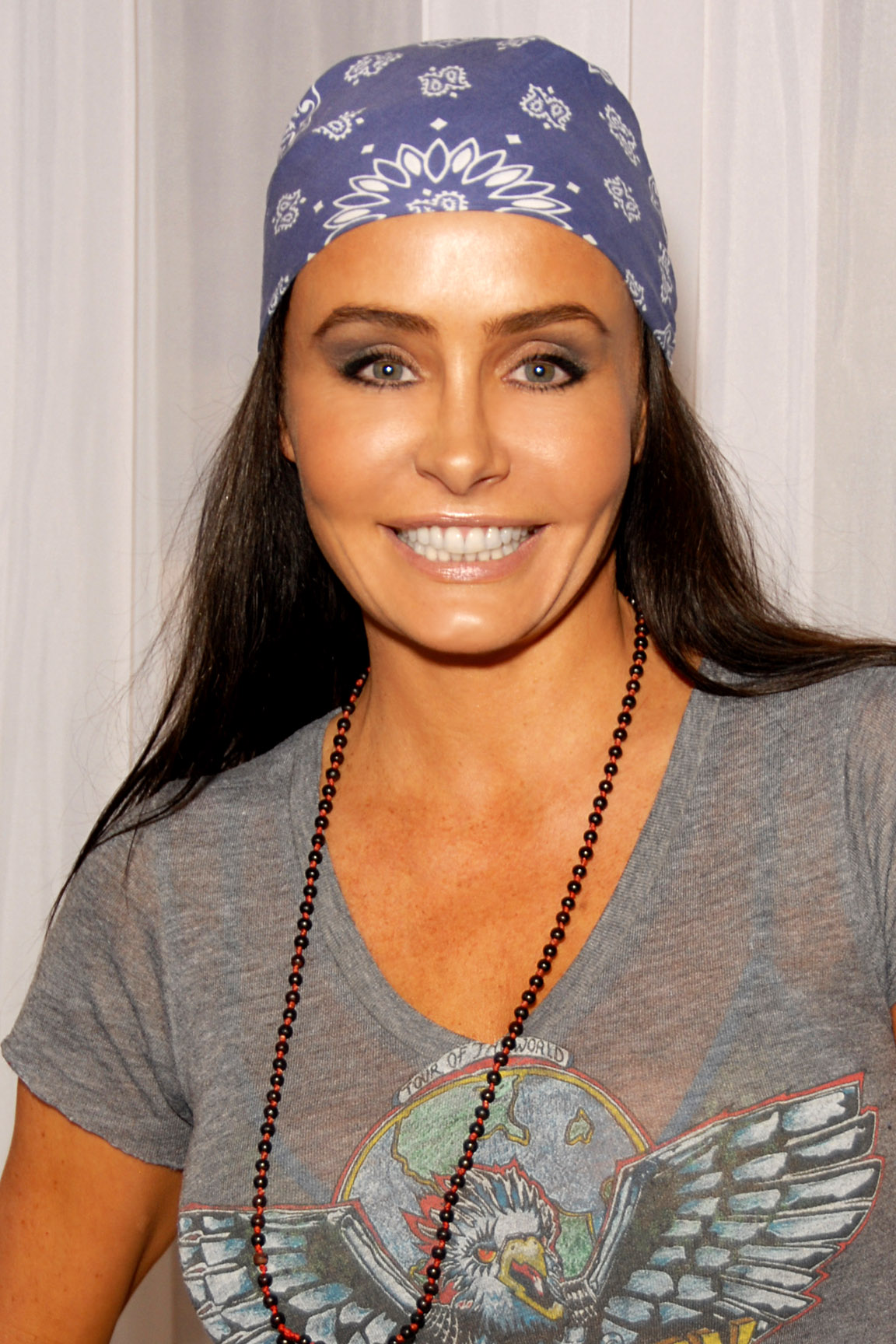
Kelli McCarty, Miss Kansas USA 1991 y Miss USA 1991
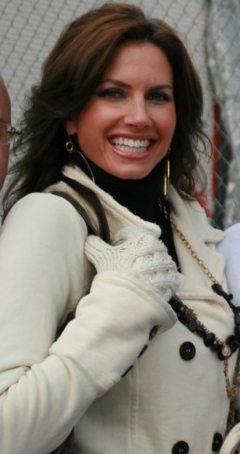
Danielle Boatwright, Miss Kansas USA 1996
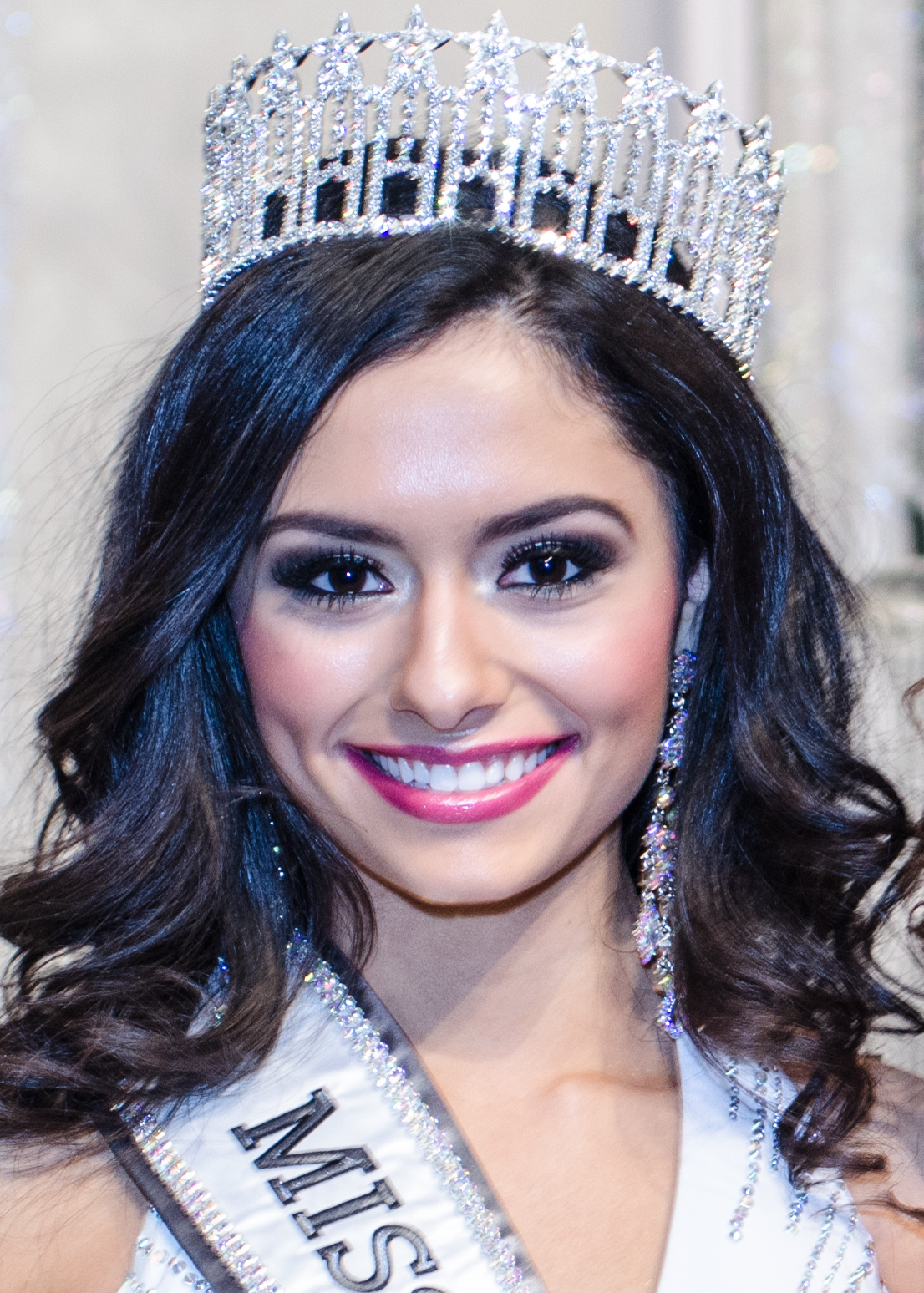
Alexis Railsback, Miss Kansas USA 2015

## Resumen de resultados

### Clasificaciones
- Ganadoras: Kelli McCarty (1991)
- Primeras finalistas: Danielle Boatwright (1996), Lindsay Douglas (2002)
- Segundas finalistas: Tavia Shackles (1993), Cara Gorges (2007)
- Terceras finalistas: Tiffany Meyer (2000)
- Cuartas finalistas: Kimberlee Girrens (1992)
- Top 12: Brenda Kopmeyer (1973), Carol Hovenkamp (1994)

### Premios
- Mejor Traje Estatal: Tavia Shackles (1993)
- Ojos Más Bellos: Tavia Shackles (1993)
- Mejor en Traje de Baño: Danielle Boatwright (1996)

## Ganadoras
Colores clave
- Declarada como ganadora
- Terminó como finalista
- Terminó como una de las semifinalistas o cuartofinalistas

| Año     | Nombre                     | Ciudad natal               | Edad                       | Posición en Miss USA       | Premios especiales en Miss USA                     | Notas |
| ------- | -------------------------- | -------------------------- | -------------------------- | -------------------------- | -------------------------------------------------- | --- |
| 2023    | Por determinar             | Por determinar             | Por determinar             | Por determinar             |                                                    | |
| 2022    | Elyse Noe                  | Lawrence                   | 23                         | Top 12                     |                                                    | |
| 2021    | Gracie Hunt                | Overland Park              | 22                         | Top 16                     |                                                    | - Anteriormente Miss Texas International 2018 - Hija de Tavia Shackles, Miss Kansas USA 1993 y Miss Missouri Teen USA 1990 y del director ejecutivo de los Kansas City Chiefs, Clark Hunt - Nieta de Lamar Hunt                                                             |
| 2020    | Hayden Brax                | Leawood                    | 20                         |                            |                                                    | Prima de Hope Driskill, Miss Missouri USA 2011 |
| 2019    | Alyssa Klinzing            | Olathe                     | 20                         | Top 10                     |                                                    | - Anteriormente Miss Kansas Teen USA 2013 - Top 16 en Miss Teen USA 2013 - Anteriormente Miss Teen Earth USA 2015 - Elegible como estudiante en Whittier College - Posteriormente Miss California Earth USA 2020 - Terminó como primera finalista en Miss Earth USA 2021    |
| 2018    | Melanie Shaner             | Overland Park              | 20                         |                            |                                                    | - Anteriormente Miss Kansas Teen USA 2015 |
| 2017    | Catherine Carmichael       | Manhattan                  | 25                         |                            |                                                    | - Anteriormente Miss Kansas World 2015 - Top 12 en Miss Mundo Estados Unidos 2015 |
| 2016    | Victoria Wiggins           | Junction City              | 24                         |                            |                                                    | |
| 2015    | Alexis Railsback           | Shawnee                    | 19                         |                            |                                                    | |
| 2014    | Audrey Banach              | Kansas City                | 22                         |                            |                                                    | |
| 2013    | Staci Klinginsmith         | Lenexa                     | 26                         |                            |                                                    | |
| 2012    | Gentry Miller              | Kansas City                | 24                         |                            |                                                    | - Anteriormente Miss Kansas Teen USA 2006 - Top 10 en Miss Teen USA 2006 |
| 2011    | Jaymie Stokes              | Lenexa                     | 20                         |                            |                                                    | - Anteriormente Miss Kansas Teen USA 2007 - Top 10 en Miss Teen USA 2007 |
| 2010    | Bethany Gerber             | Winfield                   | 21                         | Top 15                     |                                                    | Destacado en la edición de enero de 2011 de Industrial Engineer sobre su papel titular |
| 2009    | Courtney Courter           | Olathe                     | 23                         |                            |                                                    | |
| 2008    | Michelle Gillespie         | Mission Hills              | 22                         |                            |                                                    | |
| 2007    | Cara Gorges                | Clearwater                 | 19                         | Segunda finalista          |                                                    | |
| 2006    | Ashley Aull                | Lansing                    | 20                         |                            |                                                    | |
| 2005    | Rachel Saunders            | Tonganoxie                 | 21                         |                            |                                                    | |
| 2004    | Lisa Forbee                | Overland Park              | 22                         |                            |                                                    | Posteriormente Miss Earth USA 2007, representante de Estados Unidos en Miss Tierra 2007. |
| 2003    | Alicia Cabrera             | Leawood                    | 23                         |                            |                                                    | |
| 2002    | Lindsay Douglas            | Lawrence                   | 23                         | Primera finalista          |                                                    | |
| 2001    | Kristie Knox               | Hutchinson                 | 25                         |                            |                                                    | |
| 2000    | Tiffany Meyer              |                            | 25                         | Top 5                      |                                                    | - Anteriormente Miss Missouri Teen USA 1994 - Top 6 en Miss Teen USA 1994 |
| 1999    | Amanda Carraway            | Manhattan                  | 21                         |                            |                                                    | Anteriormente Miss Kansas Teen USA 1996 |
| 1998    | Cammie Morisseau           | Wichita                    | 18                         |                            |                                                    | |
| 1997    | Kathryn Taylor             | Overland Park              | 24                         |                            |                                                    | |
| 1996    | Danielle Boatwright        | Tonganoxie                 | 20                         | Primera finalista          | Mejor en Traje de Baño                             | - Anteriormente Miss Kansas Teen USA 1992 - Segunda finalista en Miss Teen USA 1992 - Locutora deportiva y ganadora de Survivor: Guatemala |
| 1995    | Deborah Daulton            | Salina                     | 18                         |                            |                                                    | |
| 1994    | Carol Hovenkamp            | Overland Park              | 19                         | Top 12                     |                                                    | |
| 1993    | Tavia Shackles             | Shawnee                    | 21                         | Segunda finalista          | Mejor Traje Estatal y Premio a los Ojos Más Bellos | - Anteriormente Miss Missouri Teen USA 1990 - Top 12 en Miss Teen USA 1990 - Más tarde se casó con el presidente y director ejecutivo de Kansas City Chiefs, Clark Hunt. - Madre de Gracie Hunt, Miss Kansas USA 2021 - Nuera de Chiefs, fundador de AFL, y MLS, Lamar Hunt |
| 1992    | Kimberlee Girrens          | Wichita                    | 26                         | Top 6                      |                                                    | - Anteriormente Miss Kansas Teen USA 1986 - Más tarde Mrs. Kansas America 2004 bajo su nombre de casada, Kimberlee Easter |
| 1991    | Kelli McCarty              | Liberal                    | 21                         | Miss USA 1991              |                                                    | - Top 6 en Miss Universo 1991 - Interpretó a Beth Wallace en el programa de NBC Passions. |
| 1990    | Rebecca Porter             | Wichita                    |                            |                            |                                                    | |
| 1989    | Nancy Burris               | Colby                      |                            |                            |                                                    | |
| 1988    | Cynthia Decker             | Manhattan                  |                            |                            |                                                    | |
| 1987    | Martina Castle             | Overland Park              |                            |                            |                                                    | |
| 1986    | Audra Ockerman             | Wichita                    |                            |                            |                                                    | Madre de Claire-Bailey Lee, Miss Kansas Teen USA 2014 |
| 1985    | Jill Denzin                | Leawood                    |                            |                            |                                                    | |
| 1984    | Elizabeth Johnson          | Prairie View               |                            |                            |                                                    | |
| 1983    | Renee Ruch                 | Mission                    |                            |                            |                                                    | Julia Renee Talge, Lake Quiver -rimera finalistaUp |
| 1982    | Stefani Larson             | Overland Park              |                            |                            |                                                    | |
| 1981    | Missy Kaser                | Wichita                    |                            |                            |                                                    | |
| 1980    | Lisa Boyd                  | Wichita                    |                            |                            |                                                    | |
| 1979    | Linda Shields              | Lawrence                   |                            |                            |                                                    | |
| 1978    | Mary Bell                  | Wichita                    |                            |                            |                                                    | |
| 1977    | Sherry Brane               | Wichita                    |                            |                            |                                                    | |
| 1976    | Deborah Vitera             | Ottawa                     |                            |                            |                                                    | |
| 1975    | Robbin Loomas              | Overland Park              |                            |                            |                                                    | |
| 1974    | Lorraine Breckenridge      | Wichita                    |                            |                            |                                                    | |
| 1973    | Brenda Kopmeyer            | Overland Park              |                            | Semifinalista              |                                                    | |
| 1972    | Mona Guesnier              | Great Bend                 |                            |                            |                                                    | |
| 1971    | Nancy Bishop               | Overland Park              |                            |                            |                                                    | |
| 1970    | Norma Decker               | Tecumseh                   |                            |                            |                                                    | |
| 1969    | Molly McGugin              | Frankfurt                  |                            |                            |                                                    | |
| 1968    | Anne Layton                | Baldwin City               |                            |                            |                                                    | |
| 1967    | Regina Wolfe               |                            |                            |                            |                                                    | |
| 1966    | Pat Ravenscroft            | Overland Park              |                            |                            |                                                    | |
| 1965    | Linda Bergsten             |                            |                            |                            |                                                    | |
| 1964    | Barbara Ford               |                            |                            |                            |                                                    | |
| 1963    | Diane Victoria Stalker     |                            |                            |                            |                                                    | |
| 1962    | Linda Light                |                            |                            |                            |                                                    | |
| 1961    | Dixie Cook                 |                            |                            |                            |                                                    | |
| 1960    | Peggy Patterson            |                            |                            |                            |                                                    | |
| 1955–59 | Sin representante nacional | Sin representante nacional | Sin representante nacional | Sin representante nacional | Sin representante nacional                         | Sin representante nacional |
| 1954    | Sue Ravencroft             |                            |                            |                            |                                                    | |
| 1953    | Sin representante nacional | Sin representante nacional | Sin representante nacional | Sin representante nacional | Sin representante nacional                         | Sin representante nacional |
| 1952    | Bette Renick               |                            |                            |                            |                                                    | |